# Znaki zakazu
Znaki zakazu – znaki drogowe wyrażające ustalenia organizacji ruchu w postaci ograniczenia poruszania się pojazdów lub zabronienia wykonania określonych manewrów.

## Znaki zakazu w Polsce

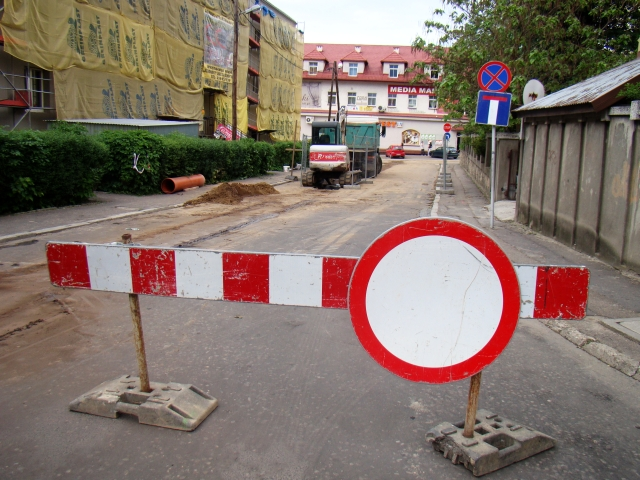
Znak zakazu B-1: „zakaz ruchu w obu kierunkach”

W Polsce znaki zakazu określa Rozporządzenie w sprawie znaków i sygnałów drogowych (Dz.U. z 2019 r. poz. 2310), a zakres ich stosowania – załącznik nr 1 do Rozporządzenia w sprawie szczegółowych warunków technicznych dla znaków i sygnałów drogowych oraz urządzeń bezpieczeństwa ruchu drogowego i warunków ich umieszczania na drogach (Dz.U. z 2019 r. poz. 2311). Mają kształt koła (z wyjątkiem znaków B-20 „stop”, B-39 „strefa ograniczonego postoju” i B-43 „strefa ograniczonej prędkości”), z czerwoną obwódką i białym tłem lub niebieskim tłem. W całej Europie stosowany jest jednolity system symboli zgodny z Konwencją wiedeńską o znakach i sygnałach drogowych z 1968 r. (Dz.U. z 1988 r. nr 5, poz. 42), dopuszczającą, oprócz kolorystyki stosowanej w Polsce, także kolor żółty w miejscu białego.
Pod znakami zakazu mogą być umieszczone dodatkowe tabliczki:
- T-20 „długość odcinka jezdni, na którym zakaz obowiązuje”
- T-21 „odległość znaku od miejsca, od którego lub w którym zakaz obowiązuje”

Znak zakazu umieszczony pod znakiem E-17a „miejscowość” obowiązuje na obszarze całej miejscowości, a umieszczony pod znakiem D-42 „obszar zabudowany” – do znaku D-43 „koniec obszaru zabudowanego” lub E-18a „koniec miejscowości”, z wyjątkiem odcinka drogi, na którym został on zmieniony lub odwołany innym znakiem.
Uprawniona osoba niepełnosprawna o obniżonej sprawności ruchowej, kierująca pojazdem samochodowym, oraz kierujący pojazdem przewożący taką osobę mogą, pod warunkiem zachowania szczególnej ostrożności, nie stosować się do zakazów wyrażonych znakami:
- B-1 „zakaz ruchu w obu kierunkach”,
- B-3 „zakaz wjazdu pojazdów silnikowych, z wyjątkiem motocykli jednośladowych”,
- B-3a „zakaz wjazdu autobusów”,
- B-4 „zakaz wjazdu motocykli”,
- B-10 „zakaz wjazdu motorowerów”,
- B-35 „zakaz postoju”,
- B-37 „zakaz postoju w dni nieparzyste”,
- B-38 „zakaz postoju w dni parzyste”,
- B-39 „strefa ograniczonego postoju”.

Obecny wygląd większości znaków zakazu został wprowadzony w 1975 roku.

### Opisy znaków
| Znak | Informacja |
| ---- | --- |
|      | B-5a: zakaz wjazdu pojazdów i zespołów pojazdów o dopuszczalnej masie całkowitej większej niż określona na znaku. |

| Znak | Informacja                                                                                  |
| ---- | ------------------------------------------------------------------------------------------- |
|      | B-7a: zakaz wjazdu pojazdów silnikowych z przyczepą o masie większej niż określona na znaku |

| Znak | Informacja                           |
| ---- | ------------------------------------ |
|      | B-32a stój – kontrola graniczna      |
|      | B-32b stój – rogatka uszkodzona      |
|      | B-32c stój – sygnalizacja uszkodzona |
|      | B-32d stój – wjazd na prom           |
|      | B-32e stój – kontrola drogowa        |
|      | B-32f stój – pobór opłat             |

| znak | Informacja                                                                 |
| ---- | -------------------------------------------------------------------------- |
|      | Zakaz postoju z informacją o okresie obowiązywania zakazu                  |
|      | Zakaz postoju z informacją o czasie postoju                                |
|      | Zakaz postoju z informacją o okresie obowiązywania zakazu i czasie postoju |

### Zakaz wjazdu różnych rodzajów pojazdów
Dopuszcza się stosowanie na jednej tarczy konfiguracji dwóch lub trzech symboli ze znaków B-3 – B-14. Znaki łączone mają takie samo znaczenie jak zastosowane razem znaki pojedyncze.
| Znak | Informacja                                                                                                   |
| ---- | --- |
|      | B-3/4: zakaz wjazdu wszelkich pojazdów silnikowych                                                           |
|      | B-6/8: zakaz wjazdu ciągników rolniczych i pojazdów zaprzęgowych                                             |
|      | B-6/8/9: zakaz wjazdu pojazdów innych niż samochodowe                                                        |
|      | B-9/12: zakaz wjazdu rowerów i wózków ręcznych                                                               |
|      | B-13/14: zakaz wjazdu pojazdów z towarami wybuchowymi lub łatwo zapalnymi oraz towarami mogącymi skazić wodę |
|      | B-3/4/10: zakaz wjazdu pojazdów silnikowych, motocykli i motorowerów                                         |